# Babatha
Babatha bat Shimon (en araméen בבתא, en grec Βαβαθα) est une femme juive qui vivait dans la région d'Ein Gedi à l'époque du Second Temple  à la fin du Ier et au début du IIe siècle. C'était une femme aisée qui possédait des terres et qui est probablement morte lors de la révolte de Bar Kokhba (vers 132) après avoir trouvé refuge dans une grotte dans le désert de Judée. Bien qu'elle n'ait pas été un personnage historique d'importance, les archives qu'elle a laissées dans la grotte constituent une source importante pour reconstituer la vie quotidienne, économique et juridique à cette époque. Elles décrivent la vie d'une femme juive de la classe moyenne dotée d'une certaine indépendance et donnent un aperçu vivant de la vie rurale, représentatif de la société de cette époque.
Les archives de Babatha ont été découvertes par une équipe sous la direction de l'archéologue israélien Yigaël Yadin en 1960 dans la Grotte aux lettres du Nahal Hever.

## Biographie
Les archives de Babatha couvrent une période de 93 à 132. La plupart des documents en grec sont datés du règne de l'empereur romain Hadrien (117 à 138). Le dernier document est daté du 19 août 132.
Babatha est née autour de 104. Elle est l'aînée, ou la seule fille, de Shimon et Myriam, un couple aisé vivant dans le petit village de Ma(ḥ)oza (Μαωζα en grec, מחוזא en araméen) sur la rive sud est de la mer Morte. Maḥoza, qui signifie « port » en araméen, est plus ou moins lié au village de Tzoar. Le village, peuplé d'une population mixte de juifs et de nabatéens, appartenait alors au royaume nabatéen. En 106, avec l'invasion du royaume par les Romains, le village est intégré à la province romaine d'Arabie. Le nom de Babatha est semble-t-il la forme féminine du nom Baba (בבא) dont la signification est « porte » en araméen. À la mort de ses parents, Babatha hérite d'une plantation de palmiers dattiers de Judée à Tzoar.
Babatha s'est mariée et a été veuve deux fois. Son premier mari est Yeshoua ben Yehosef (Josué ben Joseph, ce qui peut se traduire aussi par«  Jésus fils de Joseph »), avec qui elle a eu un fils appelé lui aussi Yeshoua. À la mort de son mari, elle entame une procédure judiciaire contre la famille de son mari à propos de la garde de son fils Yeshoua, de l'insuffisance des sommes pour sa subsistance et de sa part à elle dans l'héritage.
Son deuxième mari s'appelle Yehoudah (Judas) ben Eleazar connu comme « Khtousion » et lui sert d'administrateur.
Il apparaît pour la première fois dans un document daté de 124, mais il n’est cité explicitement en tant qu'époux qu’en 127. Yehoudah est un riche propriétaire de plantations à Ein Gedi. Il avait une autre épouse, Myriam ben Beian, avec qui il avait une fille nommée Shlomtzion (Salomé). Shlomtzion se marie le 5 avril 128 à Judas fils d’Ananias, d’Ein Gedi.
En 130, Babatha est à nouveau veuve. Les palmeraies de Yehoudah à Ein Gedi lui reviennent en vertu de leur contrat de mariage comme garantie face aux dettes contractées par son mari. En 130-131, deux litiges l’opposent à la famille de Yehoudah à propos de la succession. Dans la première affaire, elle est face à Myriam, l’autre femme de Yehoudah, dans la seconde, il s’agit des droits des enfants de Yeshoua fils d’Eleazar Khtousion, c’est-à-dire des neveux de Yehoudah. De façon exceptionnelle, c'est une femme qui représente les intérêts des neveux orphelins de son second époux ; nommée Julia Crispina, elle est la fille d’un certain Bérénicien. Une Julia Crispina est également connue par un papyrus daté du 24 juillet 133 découvert en Égypte et concernant deux propriétés dans le Fayoum. Dans les archives de Babatha, Julia Crispina apparaît d’abord dans une transaction avec Shlomtzion en 130 à propos de terrains situés à Ein-Gedi, puis dans la dispute avec Babatha en 131. Il a été proposé d'identifier le père de Julia Crispina, Bérénicien, à l’un des fils de la reine Bérénice et d’Hérode de Chalcis,.
Pour régler ses affaires juridiques et administratives, Babatha se tournait soit vers la cour siégeant à Pétra, soit vers celle de Rabbat-Moab. Malgré son statut, Babatha ne savait pas écrire : ses affaires étaient conduites avec l'aide d'un greffier. Son second époux maîtrisait par contre l’écriture en araméen.
Au cours de la révolte de Bar Kokhba, vers 135, Babatha s’enfuit dans la région Ein Gedi puis se cache dans les grottes du Nahal Hever. Elle s'y réfugie semble-t-il avec son fils Yeshoua, l'autre femme de son mari, Myriam, qui était aussi la sœur de Yehonathan (Jonathan) ben Beian, l'un des chefs des insurgés à Ein Gedi, et la fille de Myriam, Shlomtzion. Elle emmène avec elle ses documents (son contrat de mariage et documents concernant ses biens), des clefs, des objets de valeurs et des accessoires de maquillage, rassemblés dans un petit sac de cuir. Le soin apporté à la conservation des documents montre l’importance qu’ils avaient pour Babatha. Ils sont restés dans la grotte dite Grotte aux lettres dans laquelle on a retrouvé les lettres du meneur Shimon Bar Kokhba. Ils avaient été enfouis dans la grotte. Les soldats romains installèrent un camp au-dessus de la falaise, bloquant l'accès de la grotte. Tous les habitants de la grotte moururent semble-t-il de faim et de soif, et nul ne revient récupérer les objets enterrés.
Les os de Babatha figurent probablement parmi les vingt squelettes retrouvés dans la grotte. Les ossements ont été stockés par l'autorité des antiquités d'Israël, puis enterrés dans les tombes des rebelles du Nahal Hever  par le grand-rabbin Shlomo Goren lors d'une cérémonie officielle en 1981.

## Découverte archéologique

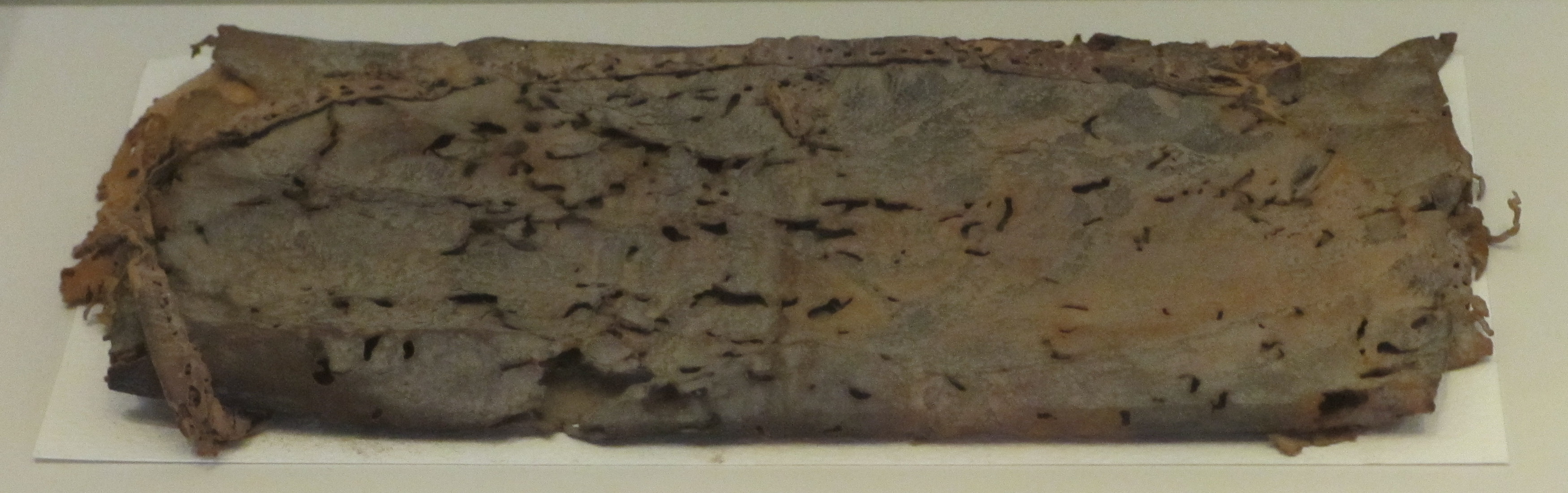
Sac en cuir contenant les documents de Babatha (Musée d'Israël, Jérusalem)

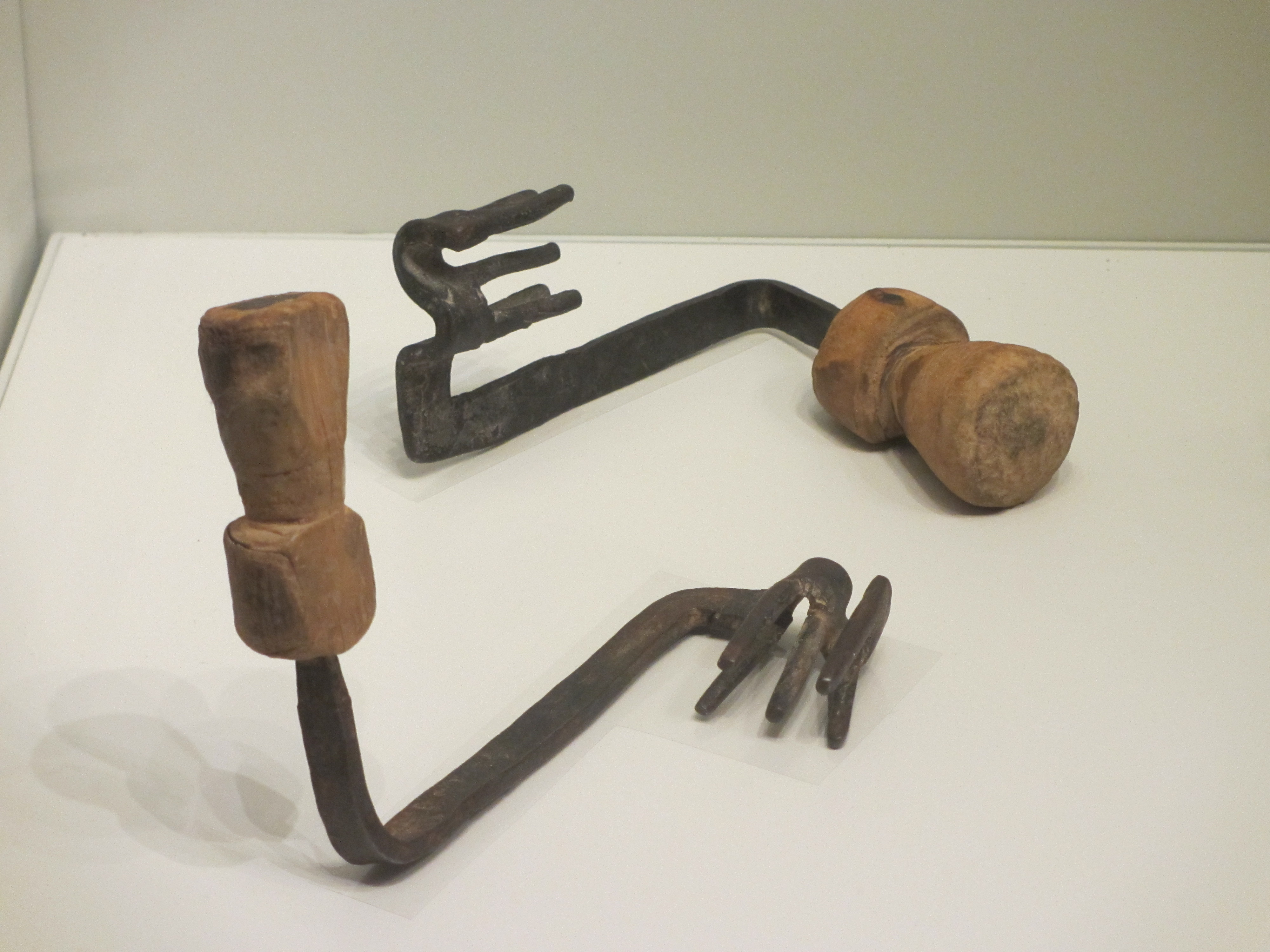
Clefs de maison trouvées à Nahal Hever (musée d'Israël, Jérusalem)

Ces archives ont été découvertes en 1960 par Yigaël Yadin dans la Grotte aux lettres du Nahal Hever. Elles comptent 35 documents juridiques : 3 sont en araméen, 6 en nabatéen et 26 en grec, classés par sujets et enveloppés dans un sac de cuir qui était placé dans un panier d'osier. Le panier était caché dans une fente profonde de la grotte qui avait ensuite été obstruée.  
Parmi les documents figuraient des actes de vente, des contrats de fermage, les contrats de mariage de Babatha et de sa belle-fille Shlomtzion bat Yehoudah, les accords concernant la tutelle de Yeshoua, le fils de Babatha, et les droits sur l'utilisation de l'eau pour les terrains irrigués. Une partie des documents figurent en deux exemplaires ou aussi avec une traduction en grec. Certains documents sont des doubles dont les originaux étaient conservés dans des archives officielles à Pétra ou à Rabbath-Moab. La situation d'indépendance financière de Babatha apparaît dans le fait qu'elle ait accordé un prêt à son mari. 
Dans le panier où les archéologues ont trouvé les documents, figuraient également des objets tels que des clefs, un miroir en cuivre, des sandales, une boite à bijoux en métal poli et un flacon de parfum de baumier. Des assiettes et des bols provenant d'Alexandrie ont aussi été trouvés dans la grotte.

## Babatha dans la culture
Une pièce de théâtre sur la vie de Babatha a été écrite par Miriam Kini et présentée au théâtre Habima de Tel-Aviv avec l'actrice Yona Elian.
La poétesse israélienne Esther Raab a écrit un poème sur sa vie.
Le zoologue Giora Ilany a donné les noms de Babatha et de ses proches (Shlomtzion, Khtousion) à plusieurs panthères du désert (Panthera pardus nimr).
Un roman écrit par David Daniel Agou, Babatha - la Révoltée d'Eyn Guedi, relate l'histoire reconstituée de Babatha qui aura vécu les derniers moments de la nation juive en l'an 135.